# Gravigny
Gravigny è un comune francese di 4 241 abitanti situato nel dipartimento dell'Eure nella regione della Normandia.

## Società

### Evoluzione demografica
Abitanti censiti